# Heil dir im Siegerkranz
Heil dir im Siegerkranz (doslovno prevedeno: Živio ovjenčan pobjedničkim vijencem) bila je neslužbena himna Njemačkog Carstva od 1871. do 1918.
Prije toga ovo je bila pruska himna, a melodija ove himne bila je istovjetna s melodijom engleske, God Save the King/Queen. Zbog oba razloga, pjesma nije uspjela postati popularna u određenim njemačkim krugovima. Ne samo da nije uspjela dobiti podršku njemačkih nacionalista, već ju nikada za himnu nisu priznale njemačke južne zemalje (Bavarska, Württemberg). Nakon Prvog svjetskog rata, Njemačko je Carstvo nestalo te je pjesma Das Lied der Deutschen postala himna Weimarske Republike.
Die Wacht am Rhein (Straža na Rajni) druga je himna korištena u vrijeme Njemačkog Carstva te se također može smatrati tadašnjom njemačkom himnom.
Tekst je 1790. godine napisao Heinrich Harries, u čast danskog kralju Kristijanu VII. Originalan tekst kasnije je prilagođen njemačkim potrebama, heil, Christian, dir promijenjeno je u heil, Kaiser, dir.

## Tekst
| Heil dir im Siegerkranz | Heil dir im Siegerkranz | Heil dir im Siegerkranz | Heil dir im Siegerkranz |
| Strofe                  | Njemački | Hrvatski |                         |
| ----------------------- | --- | --- | ----------------------- |
| 1.                      | Heil dir im Siegerkranz, Herrscher des Vaterlands! Heil, Kaiser, dir! Fühl in des Thrones Glanz Die hohe Wonne ganz, Liebling des Volks zu sein! Heil Kaiser, dir!         | Živio ovjenčan pobjedničkim vijencom, Gospodaru naše Domovine Živio nam Care! Osjeti sjaj prijestola I potpunu, veliku radost Da bi bio miljenik naroda! Živio nam care!       |                         |
| 2.                      | Nicht Roß und Reisige Sichern die steile Höh', Wo Fürsten steh'n: Liebe des Vaterlands, Liebe des freien Manns Gründen den Herrscher Thron Wie Fels im Meer.               | Nit at, niti vitez Osiguravaju visinu ravnoj kule, Gdje prinčevi stoje: Ljubav domovine, Ljubav slobodnih ljudi, Stvaraju vladarev prijesto Poput morskih stijena.             |                         |
| 3.                      | Heilige Flamme, glüh', Glüh' und erlösche nie Fürs Vaterland! Wir alle stehen dann Mutig für einen Mann, Kämpfen und bluten gern Für Thron und Reich!                      | Sveti plamenu svijetli Svijetli i ne ugasi se Zarad domovine! Tada svi stojimo Junački za jednog čovjeka Rado boreći se i krvareći Za prijesto i carstvo!                      |                         |
| 4.                      | Handel und Wissenschaft Heben mit Mut und Kraft Ihr Haupt empor! Krieger- und Heldentat Finden ihr Lorbeerblatt Treu aufgehoben dort, An deinem Thron!                     | Trgovina i znanstvo Dižu hrabro i snažno Njihovog poglavara visoko. Djela ratnika i junaka Nalaze lovorovo lišće Vjerno očuvane Na tvome prijestolu!                           |                         |
| 5.                      | Dauernder stets zu blüh'n Weh' unsre Flagge kühn Auf hoher See! Ha, wie so stolz und hehr Wirft über Land und Meer Weithin der deutsche Aar Flammenden Blick.              | Zauvijek cvjetajući Naša zastava može se vijoriti odvažno Na visokim morima! Ha, kako ponosno i veličanstveno Baca po kopnu i morima Široko njemački orao Svoj plameni pogled! |                         |
| 6.                      | Sei, Kaiser Wilhelm, hier Lang' deines Volkes Zier, Der Menschheit Stolz! Fühl' in des Thrones Glanz, Die hohe Wonne ganz, Liebling des Volkes zu sein! Heil, Kaiser, dir! | Budi care Wilhelme Dugo simbol svome narodu I ponos Čovječanstva Osjeti sjaj prijestola I potpunu, veliku radost Da bi bio miljenik naroda! Živio nam care!                    |                         |